# بازشو
بازشو در ساختمان به قسمتی گفته می‌شود که هنگام اجرا به صورت حفره باقی می‌ماند؛ به این معنی که سقف در آن قسمت سوراخ است و فرد می‌تواند از درون آن طبقه دیگر را ببیند. بازشوها در ساختمان‌ها به منظور نورگیری، عبور لوله‌های تأسیساتی (آب، فاضلاب، کولر، برق) تعبیه می‌شوند. تقویت سیستم سقف در اطراف بازشوها الزامی است. در فرهنگ عامه به بازشو داکت هم گفته می‌شود.

## دستورالعمل‌های اجرایی
رعایت محدودیت‌های زیر برای بازشوها الزامی است:
- بازشوها حتی‌الامکان در قسمت مرکزی طول دیوارها تعبیه شوند.
- مجموع سطح بازشوها در هر دیوار باربر از ۱/۳ سطح آن دیوار بیشتر نباشد. در ديوار غير باربر الزام به مراعات اين بند نميباشد.
- طول کل بازشوها در هر دیوار از 2/3طول دیوار بیشتر نباشد.
- فاصله اولین بازشو در هر دیوار باربر از بر خارجی ساختمان کمتر از ۲/۳ ارتفاع بازشو نباشد، مگر آنکه در طرفین بازشو کلاف قائم داده شود.
- حداکثر دهانه بازشوها۲/۵ متر است. در صورتی که دهانه بازشوها از این مقدار بیشتر باشد، با قرار دادن کلاف‌های قائم و افقی در اطراف بازشوها تقویت می‌شوند.
- حداقل فاصله افقی بین دو بازشو برابر ضخامت دیوار است، به شرطی که از ۶۵ سانتیمتر کمتر نباشد. در صورت عدم رعایت این فاصله، دو بازشوی نزدیک به یکدیگر مانند یک بازشو در نظر گرفته می‌شوند. در این حالت دیواری که در بین دو بازشو قرار می‌گیرد، باربر محسوب نمی‌شود و باید در فاصله دو بازشو با مهاربندی چوبی به صورت قطری تقویت گردد.
- حداکثر ارتفاع بازشوها ۲/۲۰ متر است. تجاوز از این حد، اطراف بازشوها باید به‌وسیلهٔ کلاف‌های افقی و قائم تقویت گردند. مقدار بازشوها باید با مقدار دیوار نسبی مندرج در بند مربوطه هماهنگ باشد.
- در بالا و پایین تمام بازشوهای بزرگ  باید کلاف افقی چوبی قرار داده شود. این دو کلاف باید به‌وسیلهٔ کلاف‌های قائم به یکدیگر متصل شوند. حداقل قطر کلاف چوبی با مقطع دایره‌ای ۱۰ سانتیمتر است. برای ساخت کلاف‌های چوبی می‌توان  تیر و الوار چوبی یا ترکیبی از این دو که به نحو مناسبی با یکدیگر متصل شده‌اند استفاده کرد. در این صورت حداقل عرض و ضخامت کلاف باید۱۰ سانتیمتر باشد. ضخامت هیچ‌یک از تیرها یا الوارهای به‌کاررفته در کلاف نباید از ۳ سانتیمتر کمتر باشد. لازم است تخته‌های زیرسری به طول برابر با ضخامت دیوار، عرض ۱۵ سانتیمتر و حداقل ضخامت ۱/۵ سانتیمتر، به فاصله ۶۵ سانتیمتر، زیر کلاف‌های چوبی قرار داده شود.
- در طرفین تمام بازشوهای بزرگ باید کلاف قائم چوبی قرار داده شود. حداقل ضخامت کلاف‌های قائم باید ۷/۵ سانتیمتر باشد. برای ساخت کلاف‌های چوبی می‌توان از تیر یا الوار چوبی یا ترکیبی از این دو که به نحو مناسبی به یکدیگر متصل شده‌اند استفاده کرد. ضخامت هیچ‌یک از تیرها یا الوارهای به‌کاررفته در کلاف قائم نباید از ۳ سانتیمتر کمتر باشد.
- کلاف‌های افقی و قائم باید کاملاً به یکدیگر متصل شوند. اتصال کلاف‌های چوبی می‌تواند توسط میخ، بست‌های فلزی یا قطعات چوبی مناسب تاًمین گردد.[۱]